# Palais Garrone
Le palais Garrone (en italien : Palazzo Garrone) est un bâtiment historique de la ville de Bra au Piémont en Italie.

## Histoire
De fondation médiévale, le bâtiment fait l'objet d'importants travaux de rénovation par la famille Albrione, qui confia la restructuration à l'architecte Bernardo Antonio Vittone. En avril 1796, le général André Masséna utilise le palais comme résidence lors de l'occupation de Bra par les troupes napoléoniennes. Au XIXe siècle, le bâtiment passe à la famille Garrone, dont il porte encore aujourd'hui le nom, avant de devenir propriété municipale en 1882. Depuis lors, il remplit plusieurs fonctions, notamment caserne, école et siège d'administrations municipales.

## Description
Le palais se situe dans la place Caduti per la Libertà, en en délimitant le côté compris entre l'hôtel de ville de Bra et le palais Mathis, dans le centre-ville de Bra.
Il se distingue par son portique néo-dorique, ajouté en 1900 le long de la façade donnant sur la place. D'autres éléments architecturaux remarquables comprennent l'atrium, le lumineux escalier et les décorations élégantes des voûtes. L'entrée, située sur la façade le long de la via Serra, est définie par un portail à arc en plein cintre flanqué de pilastres soutenant une frise et un fronton courbe brisé.